# Ковозеро
Ко́возеро — крупное озеро в Двинском сельском поселении Холмогорского района Архангельской области (бассейн реки Северная Двина). Относится к Двинско-Печорскому бассейновому округу. Площадь — 15,9 км². Площадь водосбора — 80,4 км². Высота над уровнем моря — 25,9 м.
Крупных притоков озеро не имеет. Из Ковозера вытекает река Кова (приток Пингиши).
Ранее озеро было в составе Холмогорского уезда. У озера было обнаружено одиннадцать стоянок III—I тыс. до н. э.